# The Weight Is a Gift
The Weight Is a Gift é o quarto álbum de estúdio da banda Nada Surf, lançado a 20 de Setembro de 2005. 

## Faixas
Todas as faixas por Nada Surf.
1. "Concrete Bed" – 2:29
2. "Do It Again" – 3:39
3. "Always Love" – 3:18
4. "What Is Your Secret?" – 3:26
5. "Your Legs Grow" – 4:00
6. "All Is a Game" – 3:26
7. "Blankest Year" – 2:12
8. "Comes a Time" – 4:58
9. "In the Mirror" – 3:41
10. "Armies Walk" – 3:28
11. "Imaginary Friends" – 9:40

## Tabelas
| Tabela (2005)          | Posição |
| ---------------------- | ------- |
| Billboard 200          | 167     |
| Top Independent Albums | 15      |

## Créditos
- Matthew Caws – Guitarra, vocal
- Daniel Lorca – baixo
- Ira Elliot – Bateria